# Susana de Musicardi
Susana de Musicardi es uno de los personajes de Esperando la carroza, una obra de teatro que fue llevada al cine en 1985, con una segunda parte estrenada en 2009, interpretada por Mónica Villa en ambos films.

## Personaje
Susana de Musicardi es una mujer que vive con su esposo Jorge y su pequeña hija, los tres comparten la casa con Mamá Cora, quien es la madre de Jorge. Susana le reprocha a sus cuñados y concuñadas no recibir ayuda cuidando a su suegra, se siente agobiada y necesita tranquilidad. Aunque Mamá Cora es una buena persona, debido a su senilidad hace desastres en la casa y sin darse cuenta transforma una mayonesa en flan de postre. Susana se enoja y grita al ver el nerviosismo y cansancio que estaba pasando, huye a buscar a Sergio, su cuñado para que se encargue de la madre al menos por un mes. Sergio vive con su esposa Elvira, esta se niega a que Mamá Cora esté con ellos a pesar de vivir en la casa que pertenece a su suegra. La misma respuesta es de Nora, esposa de Antonio, hermano de Jorge y Sergio. Más tarde, surgen una serie de problemas, ya que no encuentran a Mamá Cora y piensan que sucedió una tragedia y falleció, sin saber que ella estuvo cuidando a un niño en la casa de enfrente.

## Participación de otros personajes
- China Zorrilla - Elvira Romero de Musicardi
- Luis Brandoni - Antonio Musicardi
- Andrea Tenuta - Matilde Musicardi
- Betiana Blum - Nora de Musicardi
- Julio de Grazia - Jorge Musicardi
- Juan Manuel Tenuta - Sergio Musicardi
- Cecilia Rossetto - Dominga
- Lidia Catalano - Emilia Musicardi
- Angelita Pardo - Anciana Sorda